# 大連湾

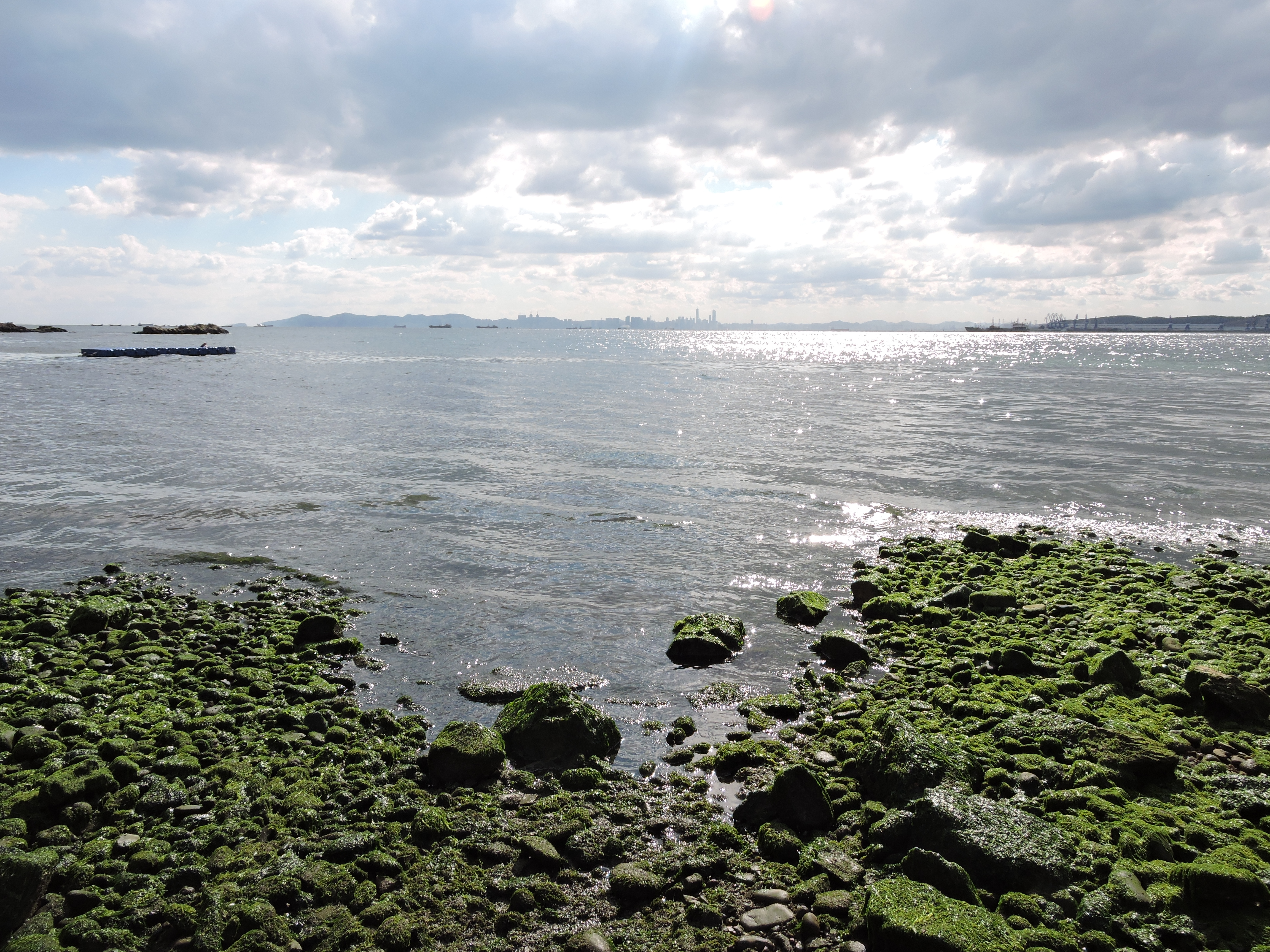
大連湾

大連湾（だいれんわん）は、中国東北部の遼東半島の南東側にある湾である。大連市の中心街に沿っている。

## 概要
大連湾は北、西、南の三方を山で囲まれ、湾の入口は大小3つの島があり、天然の防波堤と深い水深を有する天然の良港である。また、1月から3月初には湾内の浅い部分で結氷するが、基本的に不凍港である。遼東半島の反対側（北西側）の金州湾は渤海側で浅く、冬の4か月は氷に閉ざされてしまう。

## 歴史
- 1860年 - 英国艦隊がアロー戦争の後に仮泊した。
- 2023年5月1日 - 大連湾トンネルが開通。大連梭魚湾地区と大連東港ビジネスエリアにかけて南北を結び、渋滞解消の役割を果たした[1]。

## 参考項目
- 大連港